# Unicodeblock Koptisch
Der Unicodeblock Koptisch (engl. Coptic, U+2C80 bis U+2CFF) wurde in Unicode-Version 4.1 hinzugefügt. Er enthält die Zeichen des koptischen Alphabets, in dem die koptische Sprache geschrieben wurde, in einem eigenen Block, so dass ihnen unabhängig von der Schriftart die typischen koptischen Buchstabenformen zugewiesen werden können. Zuvor war vorgesehen, das Koptische mit den Zeichen des griechischen Blocks zu schreiben, der zu diesem Zweck auch schon die speziellen koptischen Buchstaben enthielt.
Im ersten Teil enthält dieser Block die klassischen, bohairischen Buchstaben, danach altkoptische und dialektale und dann nubische Buchstabenformen, schließlich koptische Symbole und Satzzeichen sowie das Nummernzeichen für ½ (während als Zeichen für die ganzen Zahlen die Buchstaben des Alphabets verwendet werden, vgl. Griechische Zahlschrift).
Die deutschen Buchstabennamen entstammen größtenteils der Koptischen Grammatik von Walter Kurt Till (Leipzig 1961; zitiert nach Michael Neuhold).

## Tabelle
| Unicodenummer  | Zeichen (400 %) | Kategorie                   | Bidirektionale Klasse       | Offizielle Bezeichnung                     | Beschreibung                                            |
| -------------- | --------------- | --------------------------- | --------------------------- | ------------------------------------------ | ------------------------------------------------------- |
| U+2C80 (11392) | Ⲁ               | Großbuchstabe               | links nach rechts           | COPTIC CAPITAL LETTER ALFA                 | Koptischer Großbuchstabe Alfa                           |
| U+2C81 (11393) | ⲁ               | Kleinbuchstabe              | links nach rechts           | COPTIC SMALL LETTER ALFA                   | Koptischer Kleinbuchstabe Alfa                          |
| U+2C82 (11394) | Ⲃ               | Großbuchstabe               | links nach rechts           | COPTIC CAPITAL LETTER VIDA                 | Koptischer Großbuchstabe Vēda                           |
| U+2C83 (11395) | ⲃ               | Kleinbuchstabe              | links nach rechts           | COPTIC SMALL LETTER VIDA                   | Koptischer Kleinbuchstabe Vēda                          |
| U+2C84 (11396) | Ⲅ               | Großbuchstabe               | links nach rechts           | COPTIC CAPITAL LETTER GAMMA                | Koptischer Großbuchstabe Ġamma                          |
| U+2C85 (11397) | ⲅ               | Kleinbuchstabe              | links nach rechts           | COPTIC SMALL LETTER GAMMA                  | Koptischer Kleinbuchstabe Ġamma                         |
| U+2C86 (11398) | Ⲇ               | Großbuchstabe               | links nach rechts           | COPTIC CAPITAL LETTER DALDA                | Koptischer Großbuchstabe Dalda                          |
| U+2C87 (11399) | ⲇ               | Kleinbuchstabe              | links nach rechts           | COPTIC SMALL LETTER DALDA                  | Koptischer Kleinbuchstabe Dalda                         |
| U+2C88 (11400) | Ⲉ               | Großbuchstabe               | links nach rechts           | COPTIC CAPITAL LETTER EIE                  | Koptischer Großbuchstabe Ēje                            |
| U+2C89 (11401) | ⲉ               | Kleinbuchstabe              | links nach rechts           | COPTIC SMALL LETTER EIE                    | Koptischer Kleinbuchstabe Ēje                           |
| U+2C8A (11402) | Ⲋ               | Großbuchstabe               | links nach rechts           | COPTIC CAPITAL LETTER SOU                  | Koptischer Großbuchstabe Sou                            |
| U+2C8B (11403) | ⲋ               | Kleinbuchstabe              | links nach rechts           | COPTIC SMALL LETTER SOU                    | Koptischer Kleinbuchstabe Sou                           |
| U+2C8C (11404) | Ⲍ               | Großbuchstabe               | links nach rechts           | COPTIC CAPITAL LETTER ZATA                 | Koptischer Großbuchstabe Zāda                           |
| U+2C8D (11405) | ⲍ               | Kleinbuchstabe              | links nach rechts           | COPTIC SMALL LETTER ZATA                   | Koptischer Kleinbuchstabe Zāda                          |
| U+2C8E (11406) | Ⲏ               | Großbuchstabe               | links nach rechts           | COPTIC CAPITAL LETTER HATE                 | Koptischer Großbuchstabe Hāda                           |
| U+2C8F (11407) | ⲏ               | Kleinbuchstabe              | links nach rechts           | COPTIC SMALL LETTER HATE                   | Koptischer Kleinbuchstabe Hāda                          |
| U+2C90 (11408) | Ⲑ               | Großbuchstabe               | links nach rechts           | COPTIC CAPITAL LETTER THETHE               | Koptischer Großbuchstabe Tútte                          |
| U+2C91 (11409) | ⲑ               | Kleinbuchstabe              | links nach rechts           | COPTIC SMALL LETTER THETHE                 | Koptischer Kleinbuchstabe Tútte                         |
| U+2C92 (11410) | Ⲓ               | Großbuchstabe               | links nach rechts           | COPTIC CAPITAL LETTER IAUDA                | Koptischer Großbuchstabe Jōda                           |
| U+2C93 (11411) | ⲓ               | Kleinbuchstabe              | links nach rechts           | COPTIC SMALL LETTER IAUDA                  | Koptischer Kleinbuchstabe Jōda                          |
| U+2C94 (11412) | Ⲕ               | Großbuchstabe               | links nach rechts           | COPTIC CAPITAL LETTER KAPA                 | Koptischer Großbuchstabe Kabba                          |
| U+2C95 (11413) | ⲕ               | Kleinbuchstabe              | links nach rechts           | COPTIC SMALL LETTER KAPA                   | Koptischer Kleinbuchstabe Kabba                         |
| U+2C96 (11414) | Ⲗ               | Großbuchstabe               | links nach rechts           | COPTIC CAPITAL LETTER LAULA                | Koptischer Großbuchstabe Lōla                           |
| U+2C97 (11415) | ⲗ               | Kleinbuchstabe              | links nach rechts           | COPTIC SMALL LETTER LAULA                  | Koptischer Kleinbuchstabe Lōla                          |
| U+2C98 (11416) | Ⲙ               | Großbuchstabe               | links nach rechts           | COPTIC CAPITAL LETTER MI                   | Koptischer Großbuchstabe Mēj                            |
| U+2C99 (11417) | ⲙ               | Kleinbuchstabe              | links nach rechts           | COPTIC SMALL LETTER MI                     | Koptischer Kleinbuchstabe Mēj                           |
| U+2C9A (11418) | Ⲛ               | Großbuchstabe               | links nach rechts           | COPTIC CAPITAL LETTER NI                   | Koptischer Großbuchstabe Niʾ                            |
| U+2C9B (11419) | ⲛ               | Kleinbuchstabe              | links nach rechts           | COPTIC SMALL LETTER NI                     | Koptischer Kleinbuchstabe Niʾ                           |
| U+2C9C (11420) | Ⲝ               | Großbuchstabe               | links nach rechts           | COPTIC CAPITAL LETTER KSI                  | Koptischer Großbuchstabe Eksi                           |
| U+2C9D (11421) | ⲝ               | Kleinbuchstabe              | links nach rechts           | COPTIC SMALL LETTER KSI                    | Koptischer Kleinbuchstabe Eksi                          |
| U+2C9E (11422) | Ⲟ               | Großbuchstabe               | links nach rechts           | COPTIC CAPITAL LETTER O                    | Koptischer Großbuchstabe Ōw                             |
| U+2C9F (11423) | ⲟ               | Kleinbuchstabe              | links nach rechts           | COPTIC SMALL LETTER O                      | Koptischer Kleinbuchstabe Ōw                            |
| U+2CA0 (11424) | Ⲡ               | Großbuchstabe               | links nach rechts           | COPTIC CAPITAL LETTER PI                   | Koptischer Großbuchstabe Bej                            |
| U+2CA1 (11425) | ⲡ               | Kleinbuchstabe              | links nach rechts           | COPTIC SMALL LETTER PI                     | Koptischer Kleinbuchstabe Bej                           |
| U+2CA2 (11426) | Ⲣ               | Großbuchstabe               | links nach rechts           | COPTIC CAPITAL LETTER RO                   | Koptischer Großbuchstabe Rōw                            |
| U+2CA3 (11427) | ⲣ               | Kleinbuchstabe              | links nach rechts           | COPTIC SMALL LETTER RO                     | Koptischer Kleinbuchstabe Rōw                           |
| U+2CA4 (11428) | Ⲥ               | Großbuchstabe               | links nach rechts           | COPTIC CAPITAL LETTER SIMA                 | Koptischer Großbuchstabe Sámma                          |
| U+2CA5 (11429) | ⲥ               | Kleinbuchstabe              | links nach rechts           | COPTIC SMALL LETTER SIMA                   | Koptischer Kleinbuchstabe Sámma                         |
| U+2CA6 (11430) | Ⲧ               | Großbuchstabe               | links nach rechts           | COPTIC CAPITAL LETTER TAU                  | Koptischer Großbuchstabe Daū                            |
| U+2CA7 (11431) | ⲧ               | Kleinbuchstabe              | links nach rechts           | COPTIC SMALL LETTER TAU                    | Koptischer Kleinbuchstabe Daū                           |
| U+2CA8 (11432) | Ⲩ               | Großbuchstabe               | links nach rechts           | COPTIC CAPITAL LETTER UA                   | Koptischer Großbuchstabe He                             |
| U+2CA9 (11433) | ⲩ               | Kleinbuchstabe              | links nach rechts           | COPTIC SMALL LETTER UA                     | Koptischer Kleinbuchstabe He                            |
| U+2CAA (11434) | Ⲫ               | Großbuchstabe               | links nach rechts           | COPTIC CAPITAL LETTER FI                   | Koptischer Großbuchstabe Fīj                            |
| U+2CAB (11435) | ⲫ               | Kleinbuchstabe              | links nach rechts           | COPTIC SMALL LETTER FI                     | Koptischer Kleinbuchstabe Fīj                           |
| U+2CAC (11436) | Ⲭ               | Großbuchstabe               | links nach rechts           | COPTIC CAPITAL LETTER KHI                  | Koptischer Großbuchstabe Kij                            |
| U+2CAD (11437) | ⲭ               | Kleinbuchstabe              | links nach rechts           | COPTIC SMALL LETTER KHI                    | Koptischer Kleinbuchstabe Kij                           |
| U+2CAE (11438) | Ⲯ               | Großbuchstabe               | links nach rechts           | COPTIC CAPITAL LETTER PSI                  | Koptischer Großbuchstabe Ébsi                           |
| U+2CAF (11439) | ⲯ               | Kleinbuchstabe              | links nach rechts           | COPTIC SMALL LETTER PSI                    | Koptischer Kleinbuchstabe Ébsi                          |
| U+2CB0 (11440) | Ⲱ               | Großbuchstabe               | links nach rechts           | COPTIC CAPITAL LETTER OOU                  | Koptischer Großbuchstabe Ōʾ                             |
| U+2CB1 (11441) | ⲱ               | Kleinbuchstabe              | links nach rechts           | COPTIC SMALL LETTER OOU                    | Koptischer Kleinbuchstabe Ōʾ                            |
| U+2CB2 (11442) | Ⲳ               | Großbuchstabe               | links nach rechts           | COPTIC CAPITAL LETTER DIALECT-P ALEF       | Koptischer Großbuchstabe Alef aus Dialekt P             |
| U+2CB3 (11443) | ⲳ               | Kleinbuchstabe              | links nach rechts           | COPTIC SMALL LETTER DIALECT-P ALEF         | Koptischer Kleinbuchstabe Alef aus Dialekt P            |
| U+2CB4 (11444) | Ⲵ               | Großbuchstabe               | links nach rechts           | COPTIC CAPITAL LETTER OLD COPTIC AIN       | Koptischer Großbuchstabe altkoptisches Ajin             |
| U+2CB5 (11445) | ⲵ               | Kleinbuchstabe              | links nach rechts           | COPTIC SMALL LETTER OLD COPTIC AIN         | Koptischer Kleinbuchstabe altkoptisches Ajin            |
| U+2CB6 (11446) | Ⲷ               | Großbuchstabe               | links nach rechts           | COPTIC CAPITAL LETTER CRYPTOGRAMMIC EIE    | Koptischer Großbuchstabe kryptographisches Ēje          |
| U+2CB7 (11447) | ⲷ               | Kleinbuchstabe              | links nach rechts           | COPTIC SMALL LETTER CRYPTOGRAMMIC EIE      | Koptischer Kleinbuchstabe kryptographisches Ēje         |
| U+2CB8 (11448) | Ⲹ               | Großbuchstabe               | links nach rechts           | COPTIC CAPITAL LETTER DIALECT-P KAPA       | Koptischer Großbuchstabe Kabba aus Dialekt P            |
| U+2CB9 (11449) | ⲹ               | Kleinbuchstabe              | links nach rechts           | COPTIC SMALL LETTER DIALECT-P KAPA         | Koptischer Kleinbuchstabe Kabba aus Dialekt P           |
| U+2CBA (11450) | Ⲻ               | Großbuchstabe               | links nach rechts           | COPTIC CAPITAL LETTER DIALECT-P NI         | Koptischer Großbuchstabe Niʾ aus Dialekt P              |
| U+2CBB (11451) | ⲻ               | Kleinbuchstabe              | links nach rechts           | COPTIC SMALL LETTER DIALECT-P NI           | Koptischer Kleinbuchstabe Niʾ aus Dialekt P             |
| U+2CBC (11452) | Ⲽ               | Großbuchstabe               | links nach rechts           | COPTIC CAPITAL LETTER CRYPTOGRAMMIC NI     | Koptischer Großbuchstabe kryptographisches Niʾ          |
| U+2CBD (11453) | ⲽ               | Kleinbuchstabe              | links nach rechts           | COPTIC SMALL LETTER CRYPTOGRAMMIC NI       | Koptischer Kleinbuchstabe kryptographisches Niʾ         |
| U+2CBE (11454) | Ⲿ               | Großbuchstabe               | links nach rechts           | COPTIC CAPITAL LETTER OLD COPTIC OOU       | Koptischer Großbuchstabe altkoptisches Ōʾ               |
| U+2CBF (11455) | ⲿ               | Kleinbuchstabe              | links nach rechts           | COPTIC SMALL LETTER OLD COPTIC OOU         | Koptischer Kleinbuchstabe altkoptisches Ōʾ              |
| U+2CC0 (11456) | Ⳁ               | Großbuchstabe               | links nach rechts           | COPTIC CAPITAL LETTER SAMPI                | Koptischer Großbuchstabe Sampi                          |
| U+2CC1 (11457) | ⳁ               | Kleinbuchstabe              | links nach rechts           | COPTIC SMALL LETTER SAMPI                  | Koptischer Kleinbuchstabe Sampi                         |
| U+2CC2 (11458) | Ⳃ               | Großbuchstabe               | links nach rechts           | COPTIC CAPITAL LETTER CROSSED SHEI         | Koptischer Großbuchstabe Schaj mit Kreuz                |
| U+2CC3 (11459) | ⳃ               | Kleinbuchstabe              | links nach rechts           | COPTIC SMALL LETTER CROSSED SHEI           | Koptischer Kleinbuchstabe Schaj mit Kreuz               |
| U+2CC4 (11460) | Ⳅ               | Großbuchstabe               | links nach rechts           | COPTIC CAPITAL LETTER OLD COPTIC SHEI      | Koptischer Großbuchstabe altkoptisches Schaj            |
| U+2CC5 (11461) | ⳅ               | Kleinbuchstabe              | links nach rechts           | COPTIC SMALL LETTER OLD COPTIC SHEI        | Koptischer Kleinbuchstabe altkoptisches Schaj           |
| U+2CC6 (11462) | Ⳇ               | Großbuchstabe               | links nach rechts           | COPTIC CAPITAL LETTER OLD COPTIC ESH       | Koptischer Großbuchstabe altkoptisches Esch             |
| U+2CC7 (11463) | ⳇ               | Kleinbuchstabe              | links nach rechts           | COPTIC SMALL LETTER OLD COPTIC ESH         | Koptischer Kleinbuchstabe altkoptisches Esch            |
| U+2CC8 (11464) | Ⳉ               | Großbuchstabe               | links nach rechts           | COPTIC CAPITAL LETTER AKHMIMIC KHEI        | Koptischer Großbuchstabe achmimisches Chāj              |
| U+2CC9 (11465) | ⳉ               | Kleinbuchstabe              | links nach rechts           | COPTIC SMALL LETTER AKHMIMIC KHEI          | Koptischer Kleinbuchstabe achmimisches Chāj             |
| U+2CCA (11466) | Ⳋ               | Großbuchstabe               | links nach rechts           | COPTIC CAPITAL LETTER DIALECT-P HORI       | Koptischer Großbuchstabe Hōri aus Dialekt P             |
| U+2CCB (11467) | ⳋ               | Kleinbuchstabe              | links nach rechts           | COPTIC SMALL LETTER DIALECT-P HORI         | Koptischer Kleinbuchstabe Hōri aus Dialekt P            |
| U+2CCC (11468) | Ⳍ               | Großbuchstabe               | links nach rechts           | COPTIC CAPITAL LETTER OLD COPTIC HORI      | Koptischer Großbuchstabe altkoptisches Hōri             |
| U+2CCD (11469) | ⳍ               | Kleinbuchstabe              | links nach rechts           | COPTIC SMALL LETTER OLD COPTIC HORI        | Koptischer Kleinbuchstabe altkoptisches Hōri            |
| U+2CCE (11470) | Ⳏ               | Großbuchstabe               | links nach rechts           | COPTIC CAPITAL LETTER OLD COPTIC HA        | Koptischer Großbuchstabe altkoptisches Ha               |
| U+2CCF (11471) | ⳏ               | Kleinbuchstabe              | links nach rechts           | COPTIC SMALL LETTER OLD COPTIC HA          | Koptischer Kleinbuchstabe altkoptisches Ha              |
| U+2CD0 (11472) | Ⳑ               | Großbuchstabe               | links nach rechts           | COPTIC CAPITAL LETTER L-SHAPED HA          | Koptischer Großbuchstabe L-förmiges Ha                  |
| U+2CD1 (11473) | ⳑ               | Kleinbuchstabe              | links nach rechts           | COPTIC SMALL LETTER L-SHAPED HA            | Koptischer Kleinbuchstabe L-förmiges Ha                 |
| U+2CD2 (11474) | Ⳓ               | Großbuchstabe               | links nach rechts           | COPTIC CAPITAL LETTER OLD COPTIC HEI       | Koptischer Großbuchstabe altkoptisches Haj              |
| U+2CD3 (11475) | ⳓ               | Kleinbuchstabe              | links nach rechts           | COPTIC SMALL LETTER OLD COPTIC HEI         | Koptischer Kleinbuchstabe altkoptisches Haj             |
| U+2CD4 (11476) | Ⳕ               | Großbuchstabe               | links nach rechts           | COPTIC CAPITAL LETTER OLD COPTIC HAT       | Koptischer Großbuchstabe altkoptisches Hat              |
| U+2CD5 (11477) | ⳕ               | Kleinbuchstabe              | links nach rechts           | COPTIC SMALL LETTER OLD COPTIC HAT         | Koptischer Kleinbuchstabe altkoptisches Hat             |
| U+2CD6 (11478) | Ⳗ               | Großbuchstabe               | links nach rechts           | COPTIC CAPITAL LETTER OLD COPTIC GANGIA    | Koptischer Großbuchstabe altkoptisches Dschandscha      |
| U+2CD7 (11479) | ⳗ               | Kleinbuchstabe              | links nach rechts           | COPTIC SMALL LETTER OLD COPTIC GANGIA      | Koptischer Kleinbuchstabe altkoptisches Dschandscha     |
| U+2CD8 (11480) | Ⳙ               | Großbuchstabe               | links nach rechts           | COPTIC CAPITAL LETTER OLD COPTIC DJA       | Koptischer Großbuchstabe altkoptisches Dscha            |
| U+2CD9 (11481) | ⳙ               | Kleinbuchstabe              | links nach rechts           | COPTIC SMALL LETTER OLD COPTIC DJA         | Koptischer Kleinbuchstabe altkoptisches Dscha           |
| U+2CDA (11482) | Ⳛ               | Großbuchstabe               | links nach rechts           | COPTIC CAPITAL LETTER OLD COPTIC SHIMA     | Koptischer Großbuchstabe altkoptisches Schīma           |
| U+2CDB (11483) | ⳛ               | Kleinbuchstabe              | links nach rechts           | COPTIC SMALL LETTER OLD COPTIC SHIMA       | Koptischer Kleinbuchstabe altkoptisches Schīma          |
| U+2CDC (11484) | Ⳝ               | Großbuchstabe               | links nach rechts           | COPTIC CAPITAL LETTER OLD NUBIAN SHIMA     | Koptischer Großbuchstabe altnubisches Schīma            |
| U+2CDD (11485) | ⳝ               | Kleinbuchstabe              | links nach rechts           | COPTIC SMALL LETTER OLD NUBIAN SHIMA       | Koptischer Kleinbuchstabe altnubisches Schīma           |
| U+2CDE (11486) | Ⳟ               | Großbuchstabe               | links nach rechts           | COPTIC CAPITAL LETTER OLD NUBIAN NGI       | Koptischer Großbuchstabe altnubisches Ngi               |
| U+2CDF (11487) | ⳟ               | Kleinbuchstabe              | links nach rechts           | COPTIC SMALL LETTER OLD NUBIAN NGI         | Koptischer Kleinbuchstabe altnubisches Ngi              |
| U+2CE0 (11488) | Ⳡ               | Großbuchstabe               | links nach rechts           | COPTIC CAPITAL LETTER OLD NUBIAN NYI       | Koptischer Großbuchstabe altnubisches Nji               |
| U+2CE1 (11489) | ⳡ               | Kleinbuchstabe              | links nach rechts           | COPTIC SMALL LETTER OLD NUBIAN NYI         | Koptischer Kleinbuchstabe altnubisches Nji              |
| U+2CE2 (11490) | Ⳣ               | Großbuchstabe               | links nach rechts           | COPTIC CAPITAL LETTER OLD NUBIAN WAU       | Koptischer Großbuchstabe altnubisches Wau               |
| U+2CE3 (11491) | ⳣ               | Kleinbuchstabe              | links nach rechts           | COPTIC SMALL LETTER OLD NUBIAN WAU         | Koptischer Kleinbuchstabe altnubisches Wau              |
| U+2CE4 (11492) | ⳤ               | Kleinbuchstabe              | links nach rechts           | COPTIC SYMBOL KAI                          | Koptisches Symbol Kai                                   |
| U+2CE5 (11493) | ⳥               | anderes Symbol              | anderes neutrales Zeichen   | COPTIC SYMBOL MI RO                        | Koptisches Symbol Mēj-Rōw                               |
| U+2CE6 (11494) | ⳦               | anderes Symbol              | anderes neutrales Zeichen   | COPTIC SYMBOL PI RO                        | Koptisches Symbol Bej-Rōw                               |
| U+2CE7 (11495) | ⳧               | anderes Symbol              | anderes neutrales Zeichen   | COPTIC SYMBOL STAUROS                      | Koptisches Symbol Stauros                               |
| U+2CE8 (11496) | ⳨               | anderes Symbol              | anderes neutrales Zeichen   | COPTIC SYMBOL TAU RO                       | Koptisches Symbol Daū-Rōw                               |
| U+2CE9 (11497) | ⳩               | anderes Symbol              | anderes neutrales Zeichen   | COPTIC SYMBOL KHI RO                       | Koptisches Symbol Kij-Rōw                               |
| U+2CEA (11498) | ⳪               | anderes Symbol              | anderes neutrales Zeichen   | COPTIC SYMBOL SHIMA SIMA                   | Koptisches Symbol Schīma-Sámma                          |
| U+2CEB (11499) | Ⳬ               | Großbuchstabe               | links nach rechts           | COPTIC CAPITAL LETTER CRYPTOGRAMMIC SHEI   | Koptischer Großbuchstabe kryptogrammisches Schaj        |
| U+2CEC (11500) | ⳬ               | Kleinbuchstabe              | links nach rechts           | COPTIC SMALL LETTER CRYPTOGRAMMIC SHEI     | Koptischer Kleinbuchstabe kryptogrammisches Schaj       |
| U+2CED (11501) | Ⳮ               | Großbuchstabe               | links nach rechts           | COPTIC CAPITAL LETTER CRYPTOGRAMMIC GANGIA | Koptischer Großbuchstabe kryptogrammisches Dschandscha  |
| U+2CEE (11502) | ⳮ               | Kleinbuchstabe              | links nach rechts           | COPTIC SMALL LETTER CRYPTOGRAMMIC GANGIA   | Koptischer Kleinbuchstabe kryptogrammisches Dschandscha |
| U+2CEF (11503) | ⳯                | Markierung ohne Extrabreite | Markierung ohne Extrabreite | COPTIC COMBINING NI ABOVE                  | Koptischer kombinierender Niʾ oben                      |
| U+2CF0 (11504) | ⳰                | Markierung ohne Extrabreite | Markierung ohne Extrabreite | COPTIC COMBINING SPIRITUS ASPER            | Koptischer kombinierender Spiritus asper                |
| U+2CF1 (11505) | ⳱                | Markierung ohne Extrabreite | Markierung ohne Extrabreite | COPTIC COMBINING SPIRITUS LENIS            | Koptischer kombinierender Spiritus lenis                |
| U+2CF2 (11506) | Ⳳ               | Großbuchstabe               | links nach rechts           | COPTIC CAPITAL LETTER BOHAIRIC KHEI        | Koptischer Großbuchstabe bohairisches Chāj              |
| U+2CF3 (11507) | ⳳ               | Kleinbuchstabe              | links nach rechts           | COPTIC SMALL LETTER BOHAIRIC KHEI          | Koptischer Kleinbuchstabe bohairisches Chāj             |
| U+2CF9 (11513) | ⳹               | andere Interpunktion        | anderes neutrales Zeichen   | COPTIC OLD NUBIAN FULL STOP                | Koptischer altnubischer Punkt                           |
| U+2CFA (11514) | ⳺               | andere Interpunktion        | anderes neutrales Zeichen   | COPTIC OLD NUBIAN DIRECT QUESTION MARK     | Koptisches altnubisches direktes Fragezeichen           |
| U+2CFB (11515) | ⳻               | andere Interpunktion        | anderes neutrales Zeichen   | COPTIC OLD NUBIAN INDIRECT QUESTION MARK   | Koptisches altnubisches indirektes Fragezeichen         |
| U+2CFC (11516) | ⳼               | andere Interpunktion        | anderes neutrales Zeichen   | COPTIC OLD NUBIAN VERSE DIVIDER            | Koptisches altnubisches Verstrennzeichen                |
| U+2CFD (11517) | ⳽               | anderes Zahlzeichen         | anderes neutrales Zeichen   | COPTIC FRACTION ONE HALF                   | Koptischer Bruch einhalb                                |
| U+2CFE (11518) | ⳾               | andere Interpunktion        | anderes neutrales Zeichen   | COPTIC FULL STOP                           | Koptischer Punkt                                        |
| U+2CFF (11519) | ⳿               | andere Interpunktion        | anderes neutrales Zeichen   | COPTIC MORPHOLOGICAL DIVIDER               | Koptisches Morphemtrennzeichen                          |